# 烏尼雷亞鄉 (阿爾巴縣)

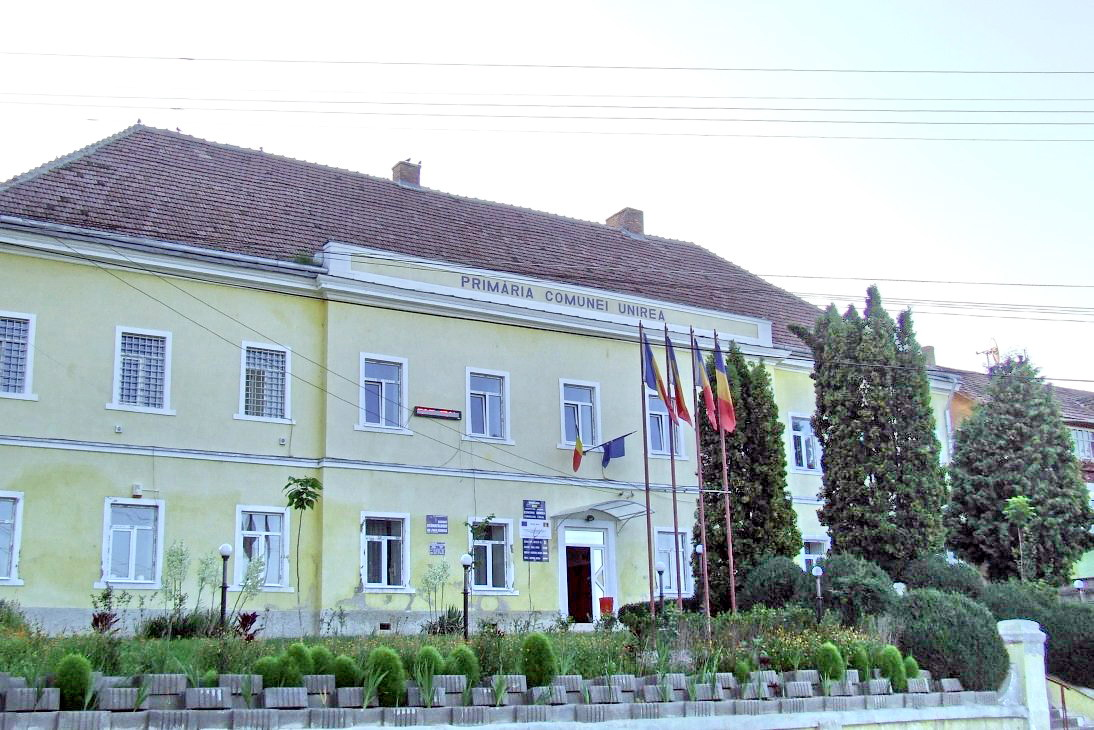

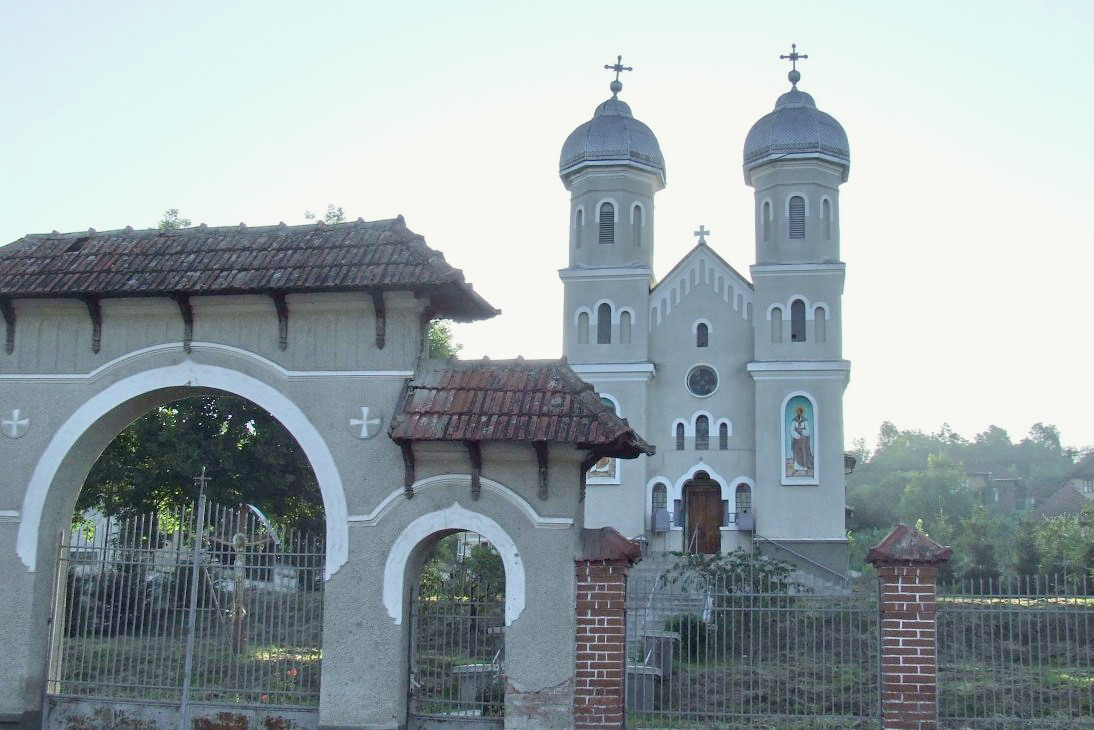

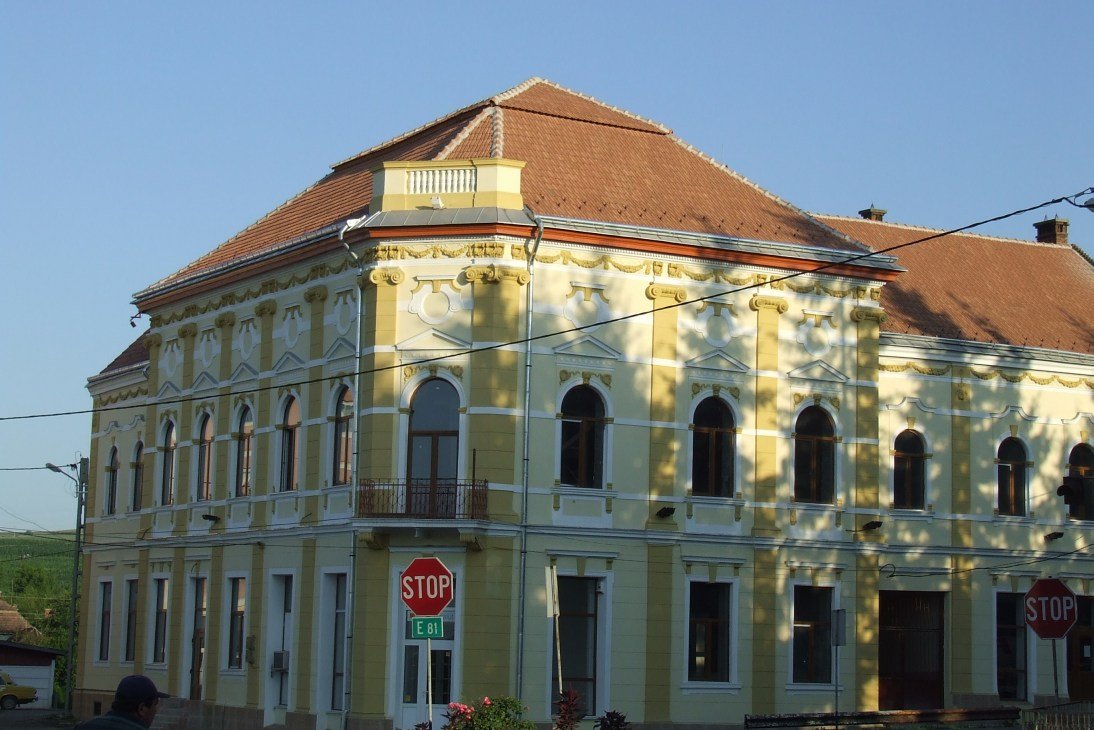

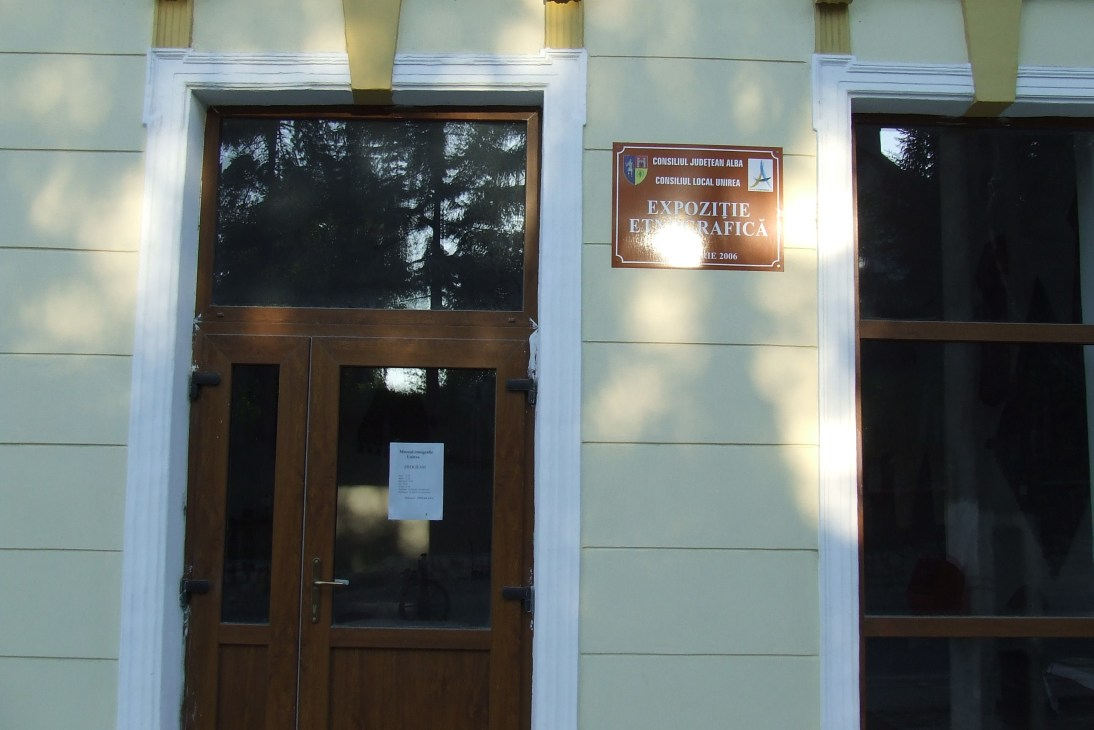

46°24′N 23°49′E / 46.400°N 23.817°E
烏尼雷亞鄉（羅馬尼亞語：Comuna Unirea, Alba），是羅馬尼亞的鄉份，位於該國中部，由阿爾巴縣負責管轄，面積100平方公里，海拔高度250米，2011年人口4,796，人口密度每平方公里55人。